# 寿里
寿里（1981年2月16日—）是日本男演員與模特兒。隸屬於ギグマネジメントジャパン旗下的藝人，出生於千葉縣市川市，身高186cm，血型A型，畢業於千葉縣 立市川南高中，興趣是高爾夫球、撞球，特技是籃球、足球、滑板、滑雪。
在家裡的排行是四兄弟裡的老三，二哥是大他4歲的東京養樂多燕子隊的補手相川亮二。

## 概要
- 高中時代開始在雜誌『東京ストリートニュース』上擔任讀者模特兒而活躍，同時期又參加東京電視系的節目ASAYAN的「全國男子高中生甄選」，成為合格的模特兒。
- 18歲開始擔任真正的模特兒，並参加了HUGO BOSS和艾瑪士等品牌的時裝秀。现在仍持续模特兒的活動。
- 2005年開始了演員的工作。
- 同時期與DEAN等人組成樂團BASK IN THE SUN，並於2008年12月解散。

## 主要作品

### 電視節目
- ラジかるッ（2006年4月～9月、日本電視台）

### 電視劇
- 戀愛診斷- 破碎的羽翼（2007年7月、東京電視台）- 飾 藤波カイン
- 東京幽靈物語（2008年4月～6月、東京MX電視台等）- 飾 乾節（主演）

### 電影
- れんむ
- 網球王子
- 赤ちゃんに乾杯！
- 窓ノ外ノ世界
- 無法觸碰的愛（出口 役）

### CM
- 大塚製藥「寶礦力水得」『バリカンと海篇』（2002年）
- 東芝「DynaBook」
- 萬代「WonderSwan」
- 東京迪士尼海洋
- 日產汽車 10億円マイレージキャンペーン（2003年）
- 豐田汽車公司 Netz（2004年）
- 山崎麵包『夏サン！篇』（2004年）
- 福岡銀行（2005年）
- SECOM『BIG TRAP篇』（2007年）

### 舞台劇
- 《網球王子舞台劇》（飾 亜久津仁）
  - in winter 2004-2005 side 山吹 feat. 聖魯道夫學院
  - Dream Live 2nd
  - The Imperial Match 氷帝学園公演
  - Dream Live 5th公演
  - The Treasure Match 四天宝寺 feat. 氷帝
- bambino（2006年3月～4月、12月、2007年5月、8月、12月、2008年5月、9月）- 飾 ザウルス
- 千歳月（2007年3月、8月）- 飾 花輪
- 少年陰陽師 歌絵巻（2007年10月）- 飾 紅蓮
- 遙久時空～朧草紙（2008年1月～2月、2009年1月～2月）- 飾 橘友雅
- BARAGA-鬼ki（2009年4月）
- センチメンタルヤスコ（2009年6月～7月)
- 《義呆利》（飾  法國）
  - Singing in the World（2015年12月）
  - The Great World（2016年11月）
  - In the New World（2017年7月～8月）
  - FINAL LIVE ~A World in the Universe~（2018年3月）
  - The World is Wonderful（2021年12月）
  - The Fantastic World（2023年4月）

### PV
- The Gospellers「誓い」（2001年）
- ゴスペラーズ「約束の季節」（2001年）
- 大塚愛「Cherish」（2005年）

## 模特兒活動

### 品牌代言
- PUMA
- Giorgio Armani
- 愛馬仕
- HUGO BOSS
- MARC JACOBS
- DUNHILL
- Aquascutum　等

### 廣告
- 日産自動車 ルーキーサポートクレジット
- UNIQLO
- 無印良品
- NTT DoCoMo FOMA
- au
- Panasonic Tナビ　等

## 書籍

### 寫真集
- 男子高校生 1998 SUPER BOYS FILE（1998年12月、ワニブックス）ISBN 4847026152
- Work-ish（2008年3月、幻冬舎）

## 相關網站
- JURI's blog official （页面存档备份，存于）
- JURI's blog （页面存档备份，存于）（舊）
- 所属事務所 GIG MANAGEMENT JAPAN （页面存档备份，存于）
- BASK IN THE SUN